# 班島 (葛拉漢地)
班島（英語：Peine Island），是南極洲的島嶼，位於葛拉漢地，處於比格爾島以西和茹安維爾島東南面，屬於茹安維爾群島中危險群島的一部分，現時由南極條約體系管理。